# Fokker E.IV
Fokker E.IV là biến thể cuối cùng của loại máy bay tiêm kích Eindecker, nó được Đức sử dụng trong Chiến tranh thế giới I.

## Quốc gia sử dụng
German Empire
- Luftstreitkräfte
- Kaiserliche Marine

## Tính năng kỹ chiến thuật (E.IV)
Đặc tính tổng quan
- Kíp lái: 1
- Chiều dài: 7,5 m (24 ft 7 in)
- Sải cánh: 10 m (32 ft 10 in)
- Chiều cao: 2,7 m (8 ft 10 in)
- Diện tích cánh: 15,9 m2 (171 foot vuông)
- Trọng lượng rỗng: 466 kg (1.027 lb)
- Trọng lượng cất cánh tối đa: 724 kg (1.596 lb)
- Động cơ: 1 × Oberursel U.III , 119 kW (160 hp)

Hiệu suất bay
- Vận tốc cực đại: 170 km/h (106 mph; 92 kn)
- Tầm bay: 240 km (149 mi; 130 nmi)
- Trần bay: 3.960 m (12.992 ft)
- Vận tốc lên cao: 4,167 m/s (820,3 ft/min)

Vũ khí trang bị

- Súng: 2 × súng máy LMG 08 "Spandau" 7,92 mm (.312 in)

hoặc 3 x súng máy 7,92 mm (.312 in) LMG 08 "Spandau"